# Agela
L'agela (dal greco antico ἀγέλη) era un'assemblea di giovani uomini della Creta dorica.
Nella Creta dorica i figli dei cittadini più nobili vivevano a casa del padre fino ai diciassette anni; compiuti i diciott'anni, entravano a far parte di un'agela, e vi rimanevano fino al matrimonio. L'agela era solitamente sotto la giurisdizione di uno dei padri dei giovani, che era chiamato agelates e che aveva il compito di sovrintendere ai loro esercizi ginnici da militari, di accompagnarli alla caccia e di punirli in caso di disobbedienza. Gli agelates dovevano a loro volta rispondere allo Stato, che sosteneva le agelae a spese della collettività.
Tutti i membri di un agela erano costretti a sposare una donna nello stesso periodo. Nel momento in cui cessavano di appartenere ad un'agela, i giovani potevano condividere i pasti pubblici degli uomini, gli andreia (simili ai sissizi spartani). Le istituzioni dell'agela e degli andreia furono successivamente conservate solo in pochi stati di Creta, come ad esempio a Litto.
Coloro che non appartenevano ad alcuna agela, perché non erano ancora in età per esserlo, venivano chiamati apageloi.
A Sparta, i giovani lasciavano la casa dei genitori a sette anni ed entravano nella bouai, l'equivalente spartano dell'agela.